# 니프주

니프 주의 위치

니프주(프랑스어: Nippes, 아이티어: Nip 니프)는 아이티 남서부에 위치한 주로 주도는 미라고안이며 면적은 1,268km2, 인구는 266,379명(2003년 기준)이다.
2003년 그랑당스 주에서 분리되어 신설되었다. 동쪽으로는 서부 주와 남부 주, 남쪽으로는 남동부 주, 서쪽으로는 그랑당스 주와 접한다. 3개 구를 관할한다.